# IC 4054
IC 4054 ist ein Stern im Sternbild Haar der Berenike. Das Objekt wurde am 27. Januar 1904 von Max Wolf entdeckt und fälschlicherweise in den Index-Katalog aufgenommen.